# Sweet Valentine
Pour plus de détails, voir Fiche technique et Distribution.
Sweet Valentine est un film français réalisé par Emma Luchini, sorti en 2010.

## Synopsis
Un petit truand, grand fumeur et très soigné, a comme partenaire une amie candide, discrète, mais omniprésente. Un duo forcé partant pour un road-movie couvrant plusieurs pays, avec enlèvements, fréquentation de fripouilles d'origines diverses, drogue ou trafic d'armes. Elle s'encanaille, mais reste maligne. Il la méprise, la maltraite, mais elle lui est indispensable. Elle s'accroche, lui sauve la vie quand il va régler ses problèmes familiaux, et lui rend visite lorsqu'il finit en prison.

## Fiche technique
- Titre : Sweet Valentine
- Réalisatrice : Emma Luchini
- Scénario : Emma Luchini et Vanessa David
- Producteurs : Aton Soumache, Alexis Vonarb, Fabrice Luchini (non-crédité)[1]
- Musique : Clément Tery
- Directeur de la photographie : Thomas Brémond
- Montage : Benjamin Favreul
- Distribution des rôles : Emmanuelle Prévost
- Direction artistique : Paulo Routier
- Décorateur de plateau : Jérôme Portier
- Société de production : Onyx Films
- Pays d'origine :  France
- Genre : comédie noire, romance et road movie
- Durée : 85 minutes
- Date de sortie :
  -  France : 2 juin 2010

## Distribution
- Vincent Elbaz : Yvan
- Vanessa David : Sonia
- Louise Bourgoin : Camille
- Adrien Saint-Joré : Mèche
- Gilles Cohen : Aronne
- Chloé Mons : Mimi
- Sidinei De Jesus Leite : le brésilien 1
- Arnaud Azoulay : le dealer
- Mehdi Dehbi : Pierre, le jaloux
- Fabiano Lourenco Marques "Xuxa" : le brésilien 2
- Serge Larivière : Tonton
- Jan Hammenecker : le lutteur
- Marco Oranje : le contorsionniste
- Miguel Romeira : le patron du cirque
- Jorge Tibério : Mike, le trompettiste
- João Gãmão : adolescent 1
- Téo Luchini : adolescent 2
- Nuno Ludovice : adolescent 3
- Guillaume Clemencin : voix présentateur JT (voix)
- Sérgio Grilo : frère 1
- Jorge Chança : frère 2
- Nuno Rosa : frère 3
- João T. : frère 4
- Rui Cardoso :